# Sonata per pianoforte n. 7 (Beethoven)
La Sonata per pianoforte n. 7, Op. 10 n. 3 in re maggiore conclude la serie di sonate di Beethoven dell'opus 10.

## Struttura

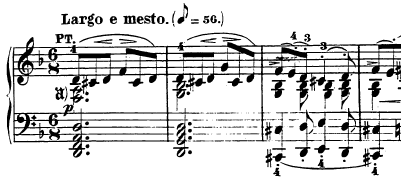
Secondo movimento: Largo e mesto

La sonata è articolata in quattro movimenti. Secondo una testimonianza di Schindler (amico e "segretario" di Beethoven per diverso tempo), il compositore ebbe a dire del secondo movimento Largo e mesto:

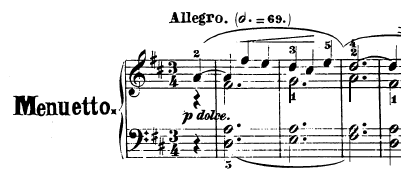
Terzo movimento, Minuetto: Allegro

Fin dalle prime note viene tracciato un sentiero di profonda mestizia lungo il quale si snoderà l'intero pezzo, intervallato solo da brevissimi momenti più sereni. Sembra addirittura che l'autore appose su una copia della sonata, proprio all'inizio del Largo, la didascalia "La tomba della madre".

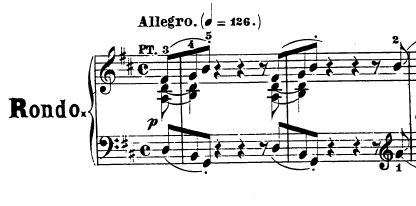
Quarto ed ultimo movimento, Rondò: Allegro

### Analisi del primo movimento
La struttura formale del primo movimento è quella della forma-sonata: esposizione (due temi) – sviluppo (del primo tema) – ripresa e coda finale. Il tempo indicato è Presto in quattro quarti. La tonalità di base è quella di re maggiore.

#### Esposizione: tema principale
Il tema principale dell'esposizione è organizzato su quattro frasi; ma in realtà l'elemento creatore (o inciso) di tutto il tema e di tutto il movimento, è racchiuso in una sola battuta:
Le quattro frasi nelle quali il tema viene espresso possono già essere intese come una prima elaborazione del ”nucleo generatore”. La prima frase di quattro battute può essere vista come un naturale proseguimento dell'inciso di base; inizia sulla tonica (re maggiore) e si chiude con una cadenza sulla dominante (la maggiore). La corona finale non fa che sottolineare l'importanza di questa prima esposizione del materiale di base a tutto il movimento [bb. 1-5]:
La seconda frase è di sei battute e si chiude sulla tonica. Se la prima frase era in ascesa, questa seconda frase per simmetria è in discesa. Qui l'inciso viene ripetuto per ben tre volte in legato (invece che in staccato come la prima volta) [bb. 5-11]:
La terza frase è ancora in discesa (in realtà non fa che ripetere liberamente la seconda frase); si compone di sei battute, in cui le semiminime sono sostituite da crome organizzate in quartine (più precisamente è un disegno di seste spezzate). La frase termina ancora sulla tonica [bb. 11-17]:
La quarta ed ultima frase di questo tema è lunga sei battute ed è in ascesa (riprende quindi la prima frase, ma è anche una risposta alla frase precedente); il tema è distribuito tra le due mani (in particolare la mano destra suona in sincope). Rispetto alla prima frase, qui il tema viene portato sempre più in alto fino al fa diesis (nota non presente nei pianoforti al tempo di Beethoven), per cui la frase finisce sulla mediante (fa naturale) tramite una cadenza per gradi congiunti (re – mi – fa) [bb. 17-23]:
Si entra così nel ponte modulante, preparazione al secondo tema (questa fase può essere definita anche come “transizione melodica”). Esso consiste in una nuova idea melodica esposta nella tonalità di si minore (relativa minore della tonalità di base). Si può osservare come questa nuova tonalità venga sapientemente preparata un paio di battute prima (battuta 21) da alcune alterazioni del la diesis, nota sensibile della nuova tonalità [bb. 23-27]:
Alcuni autori, tratti in inganno dall'incisività della linea melodica, hanno considerato questo come secondo tema. In realtà in base alla struttura della forma-sonata, questo è poco probabile. A parte il fatto che questa idea non interviene mai nello sviluppo, il si minore (tonalità relativa minore) non è una tonalità usuale per la seconda idea di un'esposizione, che invece più avanti (battuta 54 e seguenti) comparirà nella classica tonalità della dominante (la maggiore). Quest'idea melodica viene ripetuta una seconda volta e quindi una codetta (battute 31–53) porta il discorso musicale sul secondo tema vero e proprio.

#### Esposizione: secondo tema
Il secondo tema è esposto alla dominante, alla quale Beethoven arriva con un giro armonico semplice, ma estremamente elegante: il si minore (dell'idea musicale precedente) porta con naturalezza ad una cadenza sul fa diesis minore, dominante di si, ma anche relativa minore di la maggiore (dominante del re maggiore, tonalità d'impianto del movimento) [bb. 54-62]:
A parte la transizione melodica in si minore, tutte le idee di questo movimento sono debitrici dell'inciso iniziale. Così anche questo secondo tema: le prime tre note dei due temi sono le stesse (do diesis – si – la). C'è chi ha contato quante volte compare questa cellula musicale (più o meno variata) nell'esposizione: 50 volte. La ripetizione del tema avviene alla dominante minore (la minore). Una codetta di ventuno battute completa questo secondo tema, ma già in questa fase prima alla mano sinistra e poi alla mano destra emerge a poco a poco l'inciso di base. Alla battuta 88 inizia la coda dell'esposizione: delle armonie accordali sovrastano un basso discendente per ottave (ulteriore emanazione del tema) [bb. 88-91]:
La stretta finale è tutta impostata sull'inciso del tema e si chiude in pianissimo con misteriose atmosfere armoniche.

#### Sviluppo
Lo sviluppo inizia riprendendo le figurazioni finali della coda dell'esposizione, ma già dopo poche battute appare il tema fondamentale con la prima frase che, come nell'esposizione, si chiude con una cadenza sulla dominante (la maggiore). Una repentina modulazione alla sopradominante (si bemolle maggiore) conduce all nucleo centrale dello sviluppo, impostato tutto sulle quattro frasi del tema fondamentale [bb. 126-136]:
Interessanti sono i movimenti ascendenti del basso, che per ben cinque volte toccano tonalità diverse fino alla corona con punto su un accordo di settima di dominante (la maggiore settima) che prepara adeguatamente il ritorno del tema fondamentale alla tonica (re maggiore).

#### Ripresa
Le prime due frasi del tema principale sono uguali a quelle dell'esposizione, mentre le seconde due sono variate e più collegate fra di loro. Il ponte di collegamento al secondo tema si presenta ora nella tonalità della sopratonica (mi minore), mentre il secondo tema (secondo la norma della forma-sonata) si presenta nella tonalità della tonica (re maggiore):
La coda finale riprende ed amplifica la coda dell'esposizione. Il ritmo di quattro semiminime richiamandosi, ripetendosi, contrapponendosi finalmente, dopo un'ultima apparizione, si rasserena sugli accordi finali della tonica.

### Analisi del secondo movimento
Il secondo movimento è in sei ottavi Largo e mesto nella tonalità di re minore. In tutto questo brano si respira un'atmosfera di tragedia e di pathos straordinario. In esso si possono individuare sei momenti musicali, corrispondenti ad altrettanti stati d'animo collegati tra di loro.

#### Primo momento
Il primo momento è anche l'idea generatrice di tutto il movimento ed è presentato nella tonalità di re minore (la tonica del movimento). Possiamo individuare due frasi: la prima inizia alla tonica e termina con una cadenza alla sottodominante (sol minore), la seconda inizia su un accordo di mi settima diminuita (sopratonica) per concludere sulla tonica [bb. 1-10]:

#### Secondo momento
Il secondo momento è caratterizzato dal basso formato da sestine di semicrome ed è anch'esso formato da due frasi simmetriche in ambiente tonale di la maggiore (dominante) [bb. 10-14]:
Due brevi sezioni di coda chiudono questa fase.

#### Terzo momento
Il terzo momento è associato da qualche autore ad una seconda idea (anche se in realtà è poco significativo) [bb. 18-20]:

#### Quarto momento
Il quarto momento è quello forse più drammatico [bb. 22-26]:

#### Quinto momento
Con il quinto momento ritornano le sestine di semicrome; ha un carattere più lirico e per questo si contrappone alla drammaticità di quello precedente [bb. 27-30]:

#### Sesto momento
Il sesto momento cambia l'atmosfera, che si fa più distesa e serena (sembra quasi un trio) [bb. 31-33]:
L'ultima frase si prolunga fino a generare delle terzine di biscrome, che portano un nuovo palpito espressivo, che quasi subito però si annulla al ritorno dell'atmosfera iniziale. Si riprendono quindi abbreviati i vari momenti musicali. Il ritmo delle biscrome però non è scomparso del tutto e nella coda del movimento, prima dell'esposizione finale del tema drammatico, riprende brevemente nuovo vigore.

### Analisi del terzo movimento
Il terzo movimento ha la classica struttura del minuetto con trio (la struttura è la seguente: esposizione del minuetto (con ritornello), sviluppo del minuetto (con ritornello), esposizione del trio (con ritornello), sviluppo del trio (con ritornello) e ripresa senza ritornelli del minuetto). Il tempo indicato in partitura è Allegro in tre quarti nella tonalità di re maggiore. Questo terzo movimento non ha nessun collegamento spirituale con i primi due e si può considerare come un momento di fresca e lirica dolcezza (in partitura è indicato piano e dolce), in contrasto con la drammaticità precedente.

#### Minuetto
Il semplice tema del minuetto è tutto impostato sulla tonica (inizia e termina sul re maggiore) [bb. 1-9]:
Lo sviluppo è diviso in tre periodi:
- (1) (battute 18-26) le prime tre battute del tema (o inciso iniziale del tema), che viene presentato in diminuzione (dalle semiminime si passa alle crome) e in modo imitativo (o meglio tramite una ripetizione non contrappuntistica). Ma l'aspetto più interessante è il trattamento armonico: il primo inciso si appoggia sul fa diesis; gli altri incisi poi proseguono per quarte ascendenti (si – mi) per sfociare con naturalezza, con l'ultimo inciso prolungato in un dolcissimo trillo, sul la che non è altro che la dominante di re maggiore (tonica) [bb. 19-29]:

- (2) (battute 27–45) in questa sezione il tema riprende il suo aspetto iniziale (con le semiminime) e viene ulteriormente trasformato;
- (3) (battute 45–56) l'ultima parte è una coda nella quale si riprende il dimesso lirismo iniziale.

#### Trio
Con il trio si ha un brusco contrasto: il tutto è basato su uno scarno motivo di due note e un ritmo incessante di terzine in ambiente tonale sol maggiore (sottodominante della tonalità d'impianto del movimento) [bb. 57-59]:
Alla fine si riprende integralmente il minuetto senza ritornelli.

### Analisi del quarto movimento
L'ultimo movimento della sonata è un rondò. Il tempo è un Allegro in quattro quarti nella tonalità di base: re maggiore. La forma è molto semplice:sei esposizioni del tema sono intervallate da cinque episodi (o sviluppi) intermedi. Il tema generatore (o inciso iniziale – tanto è breve) composto da tre crome seguito da pause è tipicamente beethoveniano [bb. 1-2]:
Il tema vero e proprio del rondò è più articolato:
- l'inciso iniziale viene ripetuto due volte (come una doppia domanda);
- le due battute successive rappresentano la risposta che si chiude su una prevedibile cadenza alla dominante (la maggiore);
- l'inciso quindi viene riproposto altre tre volte in progressione ascendente con un'ulteriore cadenza;
- a questo punto c'è una sorpresa: l'inciso viene ripetuto per un'ultima volta in fortissimo per concludere con la stessa cadenza di prima.

Il tutto ha indubbiamente un effetto comico [bb. 1-10]:
Segue una prima sezione intermedia (battute 10–25) basata su quartine di semicrome. Alla battuta 18 si può individuare un tema secondario, scherzoso anche questo [bb. 18-22]:
Ritorna per la prima volta il tema (seconda esposizione) senza nessuna variante di rilievo (battute 25–33). Un accordo fortissimo in si bemolle maggiore dà inizio ad una nuova fase: la seconda sezione intermedia (battute 34–46), che si chiude con passaggio di ottave all'unisono in fortissimo. Ritorna brevemente il tema (terza esposizione) in forma abbreviata (appaiono solamente i due incisi con la risposta), seguito da un altro passaggio in ottave all'unisono ma questa volta piano. Riappare quindi il tema completo (quarta esposizione) alla tonica ed un'altra sezione intermedia, che in realtà è la prima ma ulteriormente elaborata (battute 66–85). L'ultima apparizione completa del tema (quinta esposizione; battute 85–94) si presenta con le pause riempite da brevi figurazioni[bb. 85-88]:
La coda del movimento conduce a delle misteriose sonorità (battute 103–107) prima di presentare al basso, in conclusione, per ben dodici volte l'inciso del rondò.